# José de la Paz Herrera Uclés
José de la Paz Herrera Uclés (castellà: José de la Paz Herrera)  (Soledad, 21 de novembre de 1940 - Tegucigalpa, 28 d'abril de 2021), més conegut com a Chelato Uclés, fou un futbolista hondureny de la dècada de 1960 i entrenador de futbol.
A nivell de club destacà com a jugador de CD Atlético Español.
Principalment destacà com a entrenador. Dirigí a la selecció de futbol d'Hondures en diverses etapes, amb la qual participà a la copa del Món de futbol de 1982.
- 1969–1970 Motagua
- 1970–1971 Olimpia
- 1971–1975 Real España
- 1975–1977 Marathón
- 1977–1980 Broncos
- 1980–1983  Hondures
- 1983–1984 Universidad
- 1985  Hondures
- 1987–1989 Marathón
- 1990 Santos Laguna
- 1990–1991 Cartaginés
- 1992–1994 Olimpia
- 1995–1996 Independiente
- 1996–1998 Olimpia
- 1999 Hondures U-20
- 1999–2000 Platense
- 2001–2002 Marathón
- 2003–2004 Olimpia
- 2004–2007  Hondures
- 2008 Marathón
- 2010–2011  Belize
- 2011 Marathón
- 2012 Real España